# آنا (فیلم ۲۰۲۰)
آنا (به انگلیسی: Ana) فیلمی محصول سال ۲۰۲۰ و به کارگردانی چارلز مک دوگال است. در این فیلم بازیگرانی همچون اندی گارسیا، دافنه کین، جین تریپل‌هورن، لورین ولز و رامون فرانکو ایفای نقش کرده‌اند.

## چکیده داستان
در پی توفند ماریا، پورتوریکو با رکود شدید اقتصادی مواجه است. خوزه ماریا وگا علی رغم ادعاهای مربوط به تأمین مالی غیرقانونی ستاد انتخاباتی، در انتخابات فرمانداری پورتوریکو شرکت می کند. در سن خوان، رافائل «رافا» رودریگز یک فروشنده خودروی مبارز است که پس از دور شدن از فرزندانش از فلوریدا نقل مکان می کند.
رافا آنا ۱۱ ساله را پیدا می کند که در آن سوی خیابان روبروی محوطه پارک ماشینش زندگی می کند و پس از دستگیری مادرش پنهان شده است. رافا در ابتدا قصد دارد آنا را به سازمان خدمات اجتماعی بسپارد، ولی با در نظر گرفتن سهل انگاری پدر و مادر خوانده آنا احساس گناه می کند. وقتی رافا خبردار می شود که تمام اتومبیل هایش به دلیل عدم بازپرداخت وامها مصادره می شوند، وحشت زده می شود. رافا آنا را نزد مادرش که مورد سوء استفاده دوست پسرش بوده، رها می کند و به یک مسابقه جنگ خروس می رود. آنا مخفیانه او را دنبال می کند و شاهد باخت ۵ هزار دلاری اوست و می بیند که دیگو لاشخور نزول خوار به رافا فقط پنج روز مهلت برای بازپرداخت بدهیش وقت می دهد...